# Giuseppe Piccioni
Giuseppe Piccioni (Ascoli Piceno, 2 de julio de 1953) es un director de cine italiano.

## Biografía
Licenciado en Sociología, asistió a la Scuola di Cinematografia della Gaumont dirigida por Renzo Rossellini. En 1985 fundó la productora Vertigo Film junto a Domenico Procacci. Con esta productora realizó en 1987 su primer largometraje: Il Grande Blek. En 2002 produjo el documental de Alina Marazzi Un'ora sola ti vorrei. En 2005 fue uno de los fundadores de la Librería del Cinema di Roma, lugar desde el que ser promovió un movimiento de defensa del cine italiano denominado 100 autori.

## Filmografía
- Il Grande Blek (1987), con Federica Mastroianni, Dario Parisini, Sergio Rubini, Silvia Mocci, Francesca Neri y Roberto De Francesco. Esta película ganó un premio Nastro d'Argento y el Premio De Sica. Participó en el Festival de Berlín de 1988.

- Chiedi la luna (1990), con Margherita Buy, Giulio Scarpati, Roberto Citran y Sergio Rubini. Ganó la Grolla d'Oro a la mejor dirección y el Sacher d'Oro a la mejor interpretación femenina (Margherita Buy). Participó en el Festival de Venecia de 1991.

- Condannato a nozze (1992), con Margherita Buy, Sergio Rubini, Patrizia Piccinini, Asia Argento y Valeria Bruni Tedeschi. Participó en el Festival de Venecia de 1993.

- Cuori al verde (1995), con Margherita Buy, Gene Gnocchi, Giulio Scarpati y Antonio Catania. Premio del Público en el Festival de Annecy y también en el Festival de Bastia; Grand Prix del Festival International du film de Comedie de L'Alpe D'Huez.

- Le parole del cuore (1997). Película compuesta con material de archivo de la RAI. Formaba parte del «Proyecto Alfabeto Italiano» que implicó a numerosos directores italianos.

- Fuori dal mondo (1998), con Margherita Buy, Silvio Orlando, Carolina Freschi. La película ganó 5 David di Donatello, 4 Ciak d'oro, el Premio Flaiano (dirección), el Premio Amidei (guion), el Premio Casa Rossa (mejor película independiente), el Silver Hugo Award del Festival Internacional de Chicago, el Grand Jury Prize (mejor película) y el premio del público en el AFI Film Festival de Los Ángeles y el Grand Prix Special du Jury en el Festival Internacional Des Films Du Monde di Montreal. Fue candidata al Óscar para el mejor film extranjero.

- Luce dei miei occhi (2001), con Sandra Ceccarelli, Luigi Lo Cascio y Silvio Orlando. Concursó en el Festival de Venecia de 2001. Sus dos protagonistas (Sandra Ceccarelli y Luigi Lo Cascio) ganaron la Coppa Volpi como mejores actriz y actores protagonistas.

- Sandra, ritratto confidenziale (2002), con Sandra Ceccarelli. Este documental participó en el Festival de Venecia (2002) en la sección Nuovi Territori.

- Margherita, ritratto confidenziale (2003), con Margherita Buy. Este documental participó en el Festival de Venecia (2003) en la sección Nuovi Territori.

- La vita che vorrei (2004), con Sandra Ceccarelli, Luigi Lo Cascio, Galatea Ranzi, Fabio Camilli, Ninni Bruschetta y Paolo Sassanelli. Participó en el Festival de Berlín (2005, sección Panorama), en el Festival de Moscú (2005) y en el Festival de San Francisco (2006).

- Giulia non esce la sera (2009), con Valeria Golino, Valerio Mastandrea, Sonia Bergamasco, Piera Degli Esposti, Fabio Camilli, Sasa Vulicevic, Domiziana Cardinali, Antonia Liskova, Jacopo Maria Bicocchi, Chiara Nicola, Sara Tosti, Jacopo Domenicucci.

- Il rosso e il blu (2012), con Margherita Buy, Riccardo Scamarcio y Roberto Herlitzka. Por esta película, Piccioni recibió el premio Ciak d'oro que concede la revista Ciak y fue candidato como guionista (junto a Francesca Manieri) al premio Nastro d'argento. Por su parte, Roberto Herlitzka fue candidato al mejor actor protagonista en los premios David de Donatello de 2013 y recibió el Premio Vittorio Gassman en el Festival Internacional de Cine de Bari. La productora, Donatella Botti, fue asimismo candidata al premio Nastro d'argento en su categoría.

## Premios y distinciones
Festival Internacional de Cine de Venecia
| Año  | Categoría              | Película        | Resultado |
| ---- | ---------------------- | --------------- | --------- |
| 2001 | Premio Sergio Trasatti | Luz de mis ojos | Ganador   |